# 贺娄余润
贺娄余润（695年—753年10月2日至753年10月30日之间），字成名，河南郡洛阳县（今河南省洛阳市东）人，唐朝官员。

## 生平
唐玄宗初年，诏令设置制举考试，征召天下间骁勇善战、勇冠三军的人才。贺娄余润当时刚到弱冠之年，通过制举考试，很快出任河东郡霍山府别将。不久，贺娄余润改任西州前庭府左果毅都尉，加上柱国，充任安西镇守。天宝六年（747年），高仙芝出任行营节度使，率领步兵骑兵一万人讨伐小勃律，从安西出发，至特勒满川，又推进到阿弩越城，因为婆娑桥断，派遣将军席元庆、贺娄余润修桥。第二天，高仙芝进军，又派遣席元庆率领一千骑兵，欺骗小勃律王说：“不会夺取你的城，也不会斩断你的桥梁，但要向你借路，向着大勃律进发。”唐军趁着小勃律没有防备，俘虏了小勃律的首领，接着俘虏了勃律王和吐蕃公主。贺娄余润又升任游击将军、前庭府折冲，获赐紫绶金章，又出任左骁卫翊府中郎，很快升任右金吾卫将军，又升任右领军卫大将军。天宝九载五月十九日（750年6月27日），贺娄余润出任云麾将军、右金吾卫大将军，封长泽县开国男。不久西川因为南诏、吐蕃的战争再起，贺娄余润被派往剑南，出任使持节、天保军太守、剑南节度副使，进阶特进。唐玄宗感念贺娄余润的军功，屡次赐给书籍。天宝十二载（753年）九月，贺娄余润在蜀郡官府中去世，虚岁五十九。天宝十三载七月十五日（754年8月7日），贺娄余润葬于咸阳北原。

## 墓志
陕西省考古研究院在咸阳机场二期扩建工程中发掘一座唐代墓葬，出土墓志一盒，志主为贺娄余润。墓志青石质，正方形，志盖盝顶，篆书“大唐故/贺娄府/君墓志”。边长67厘米、厚15厘米、斜刹面/18厘米。顶面较小，正中划方格，阴刻篆书三行九字。四周边中间饰破式团花三朵，四隅四个方形规范，内嵌饰“十”字形宽带纹。四刹面较宽，线刻四神图案，四神周围衬饰如意云纹。志石边长63厘米、厚16厘米。划细线棋格，阴刻楷书30行，满行30字，共876字。最后两行挤刻。四侧线刻图案似经改刻：左侧和下侧为减地线刻缠枝花卉；上侧和右侧起稿为缠枝花卉，后改为减地线刻瑞兽。该墓志是将一方隶书墓志的左上部磨平改刻，原志字径2厘米。可辨认的字有“兰”“州”“参”“率”“我”“监”等。

## 家庭

### 六代祖
- 贺娄喦，北齐左武卫将军[2]

### 夫人
- 河东卫氏，封金城郡君[2]

### 子女
- 贺娄坦，唐朝蜀郡二江府折冲[2]